# Alfred March
Alfred March, född 22 juli 1876 i St Pancras i London, var en brittisk konståkare. Han kom femma i olympiska spelen 1908 i singel herrar.